# 체스바이네시

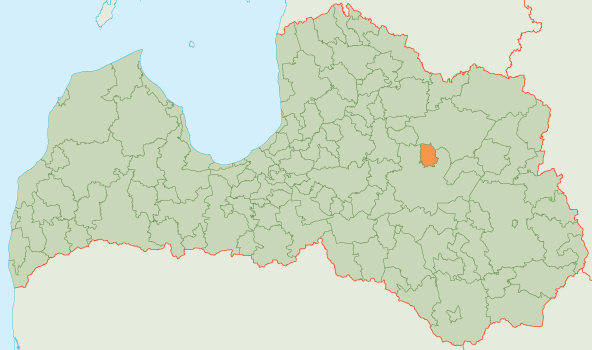
체스바이네 시의 위치

체스바이네시(라트비아어: Cesvaines novads)는 라트비아의 지방 자치체로 행정 중심지는 체스바이네이며 면적은 190.5 km2, 인구는 3,172명(2009년 기준), 인구 밀도는 17명/km2이다. 1개 도시, 1개 교구를 관할한다.

## 같이 보기
- 라트비아의 행정 구역